# Kościół św. Józefa w Zasławiu
Kościół pw. św. Józefa w Zasławiu (kościół Misjonarzy) – zabytkowy kościół zaprojektowany przez Paolo Fontanę, zbudowany w latach 1746‒1748. Jest przykładem architektury barokowej z czasów Rzeczypospolitej.
Historia powstania świątyni związana jest z osobą Pawła Karola Sanguszki, marszałka wielkiego litewskiego, który dążył do rozbudowy Zasławia na prawym brzegu rzeki Horyń. Oprócz architekta Paolo Fontany istotną rolę budowę świątyni zaangażowani byli m.in. rzeźbiarz Jan Paszkowski (autor głównego ołtarza) oraz snycerze Wawrzyniec Sokołowski i Grzegorz Zdanowski (autorzy ołtarzy bocznych). Kościołem opiekowała się rodzina Sanguszków, jednak po przewrocie bolszewickim została ona zmuszona do ewakuowania się z Wołynia. W czasach sowieckich świątynia została splądrowana, a jej wyposażenie zniszczono. Od 1934 do lat 70. XX wieku obiekt pełnił funkcję magazynu wojskowego, z krótką przerwą w okresie II wojny światowej, gdy przejściowo przywrócono mu funkcję sakralną. Po wojnie w fasadzie wybito otwór w celu umożliwienia wjazdu ciężarówek. Dopiero od 1988 rozpoczęto prowadzone oddolnie naprawy. W 1991 świątynię zwrócono wspólnocie rzymskokatolickiej i rozpoczęto prace konserwatorskie.
W 2018 kościół znalazł się na liście obiektów objętych projektem Polska i Ukraina. Śladami historycznego dziedzictwa.